# 바거우역
바거우역(중국어: 巴沟站)은 중국 베이징시 하이뎬구 하이뎬 가도 바거우로에 위치한 베이징 지하철 10호선과 시자오선의 환승역이다. "바거우 마을"(巴沟村)과 가까워서 역명이 제정되었다.
역의 북동쪽 부분은 10호선 완류 차량단과 시자오선의 바거우 차량단과 근접한다. 바거우역은 베이징 대중교통망의 주요 역 중 하나이며, 동쪽의 바거우춘(巴沟村) 버스 정류장과 인접한다.
지하철 10호선 1단계(바거우역 ~ 진쑹역) 구간 건설 중의 역명은 완류역(중국어: 万柳站)으로 불렸으며, 1단계 구간이 개통되기 전에 공식적으로 현재의 역명으로 변경되었다. 10호선 역은 2008년 7월 19일에 개통되었으며, 시자오선 역은 2017년 12월 30일에 개통되었다.

## 위치
10호선 바거우역은 하이뎬구 바거우로(동서 방향) 북측 지하에 위치하며, 동쪽은 바거우 마을과 인접한다. 버스 정류장과 바거우로 및 완류중로 교차로에 위치한다. 시자오선 바거우역은 10호선 역 서쪽 지상에 위치하며, 대략 동서 방향으로 배열되어 있으고 서쪽은 바거우로와 셍화시로의 교차점과 가까운 곳에 위치한다.

## 역 구조
10호선 바거우역은 지하 1층이 통합역사 층이고, 지하 2층이 승강장 층으로 되어 있는 2층 건물의 지하역이다. 굴착공사를 채택하였고 역사 본체 길이는 230m이다. 승강장에는 완류 차량단으로 연결되는 2개의 출입구 라인을 포함하여 4개의 선로가 있다. 승강장으로 이어지는 대합실과 출입구에는 다양한 크기의 다채로운 원형 패턴으로 장식된 벽이 있다.
시자오선의 바거우역은 당초 지상역으로 계획되었다. 시자오선은 계획된 남북 수로 공원의 동쪽에서 시작하여 란뎬창 북로, 쿤위강 및 북4환서로(훠치잉교) 뒤쪽 가장자리인 바거우로 북쪽 끝에서 바거우 역으로 연결된다. 시자오선은 1면 1선의 단선 승강장의 구조이다. 승강장 서쪽에는 열차 회차를 위한 건넘선이 있고 동쪽 측면 선로는 바거우 차량단과 연결된다.

### 층별 구조
| 지면층 시자오선 역 대합실 및 승강장 층 | 출입구                                   | A-C출입구                               |
| 지면층 시자오선 역 대합실 및 승강장 층 | ←                                        | ■ 시자오선 샹산 방면 (이화원서문)       |
| 지면층 시자오선 역 대합실 및 승강장 층 | 단선 승강장, 오른쪽 출입문이 열림        |                                         |
| 지면층 시자오선 역 대합실 및 승강장 층 | 시자오선 대합실                          | 고객센터, 자동 발권기, 출입 게이트      |
| 지하 1층 10호선 대합실 층              | 10호선 대합실                            | 고객센터, 자동 발권기, 출입 게이트      |
| 지하 2층 10호선 승강장                 | ←                                        | ■ 10호선 외선 순환발 출고 열차(훠치잉)  |
| 지하 2층 10호선 승강장                 | 섬식 승강장, 왼쪽 / 오른쪽 출입문이 열림 |                                         |
| 지하 2층 10호선 승강장                 | ←                                        | ■ 10호선 외선순환 (훠치잉)              |
| 지하 2층 10호선 승강장                 | →                                        | ■ 10호선 내선순환 (쑤저우제)            |
| 지하 2층 10호선 승강장                 | 섬식 승강장, 왼쪽 / 오른쪽 출입문이 열림 |                                         |
| 지하 2층 10호선 승강장                 | →                                        | ■ 10호선 내선 순환행 하차 / 출발 승강장 |

- 바거우역 시자오선 승강장(2018년 4월 촬영)
- 10호선 바거우역 지하 1층 대합실(2024년 2월 촬영)
- 10호선 바거우역 승강장(쑤저우제 방향)(2013년 6월 촬영)

### 환승
바거우역은 도시철도 환승역으로 지하철 10호선과 시자오선의 무료 구역인 바거우역에서 나와 환승을 필요로 한다.

## 출구
10호선 바거우역은 북서쪽 A출구, 북동쪽 B출구, 남동쪽 C출구 이렇게 3개의 출입구가 있고, 지상으로 바로 연결되는 수직 엘리베이터가 있는데, 그 이유는 엘리베이터가 해당 노선의 유료 구역으로 바로 연결되어 설치된 것이다. 10호선 대합실을 이용하려면 반드시 전화를 걸어 역 직원에게 문의하여 완전한 출입 기록을 확인을 필요로 한다. 남동쪽 C 출구는 화롄완류 쇼핑센터로 연결된다.
시자오선 바거우역은 출입구가 1개로, 동쪽에 10호선 북서쪽 A출구와 연결된 환승 통로가 있다.
|                               |                  | |      | |
|                               |                  | |      | |
| 출구                          | 지시             | 출구 인근                                                                                               | 사진 | 무장애 시설 |
| ■ 10호선 ■ 시자오선 역사 연결 |                  | |      | |
| 出口 · A                      | 바거우로(巴沟路) | 바거우로 북측(巴沟路北侧)                                                                               |      | 출입 기록이 완전한지 확인하려는 경우에는 에스컬레이터를 이용하기 전에 역 직원에게 도움을 요청하면 확인이 가능하다. |
| ■ 10호선 역사 연결            |                  | |      | |
| 出口 · B                      | 바거우로(巴沟路) | 바거우춘 버스 정류장(巴沟村公交场站), 베이징 지하철 운영 3분공사 완류기지(北京地铁运营三分公司万柳基地) |      | |
| 出口 · C · 1 · C · 2 · C · 3  | 바거우로(巴沟路) | 바거우로 남측(巴沟路南侧), 화롄완류 쇼핑센터(华联万柳购物中心), 하이뎬 공인 문화궁(海淀工人文化宫)      |      | 빈칸 |
| 아이콘 설명: 엘리베이터       |                  | |      | |